# Ela Diehl
Ela Alexándrovna Diehl –en ruso, Элла Александровна Диль– (nacida como Ela Alexándrovna Karachkova, Kúibyshev, URSS, 5 de agosto de 1978) es una deportista rusa que compitió en bádminton. Ganó una medalla de bronce en el Campeonato Europeo de Bádminton de 2010, en la prueba individual.

## Palmarés internacional
| Campeonato Europeo | Campeonato Europeo       | Campeonato Europeo | Campeonato Europeo |
| Año                | Lugar                    | Medalla            | Prueba             |
| ------------------ | ------------------------ | ------------------ | ------------------ |
| 2010               | Mánchester (Reino Unido) | Medalla de bronce  | Individual         |